# دواهاندیای شرقی
دواهاندیای شرقی (به لاتین: Dewahandiya East) یک منطقهٔ مسکونی در سری‌لانکا است که در استان مرکزی (سری‌لانکا) واقع شده‌است.